# Adolfo Facchini
Adolfo Facchini (Lione, 30 dicembre 1926 – Carrara, 21 giugno 2012) è stato un politico italiano.

## Biografia
Esponente del Partito Comunista Italiano, fu eletto alla Camera in occasione delle elezioni politiche del 1976, in cui ottenne 17.917 preferenze; fu rieletto alle politiche del 1979 con 15.662 preferenze. Concluse il mandato parlamentare nel 1983.
Sposato con Pina Menconi, dirigente dell’Unione donne in Italia, ebbero due figlie, Franca e Nora. 
È morto nel giugno 2012 all'età di 85 anni.